# Cyperus cuspidatus
Cyperus cuspidatus är en halvgräsart som beskrevs av Carl Sigismund Kunth. Cyperus cuspidatus ingår i släktet papyrusar, och familjen halvgräs. Inga underarter finns listade i Catalogue of Life.